# Falconbridge
Falconbridge Limited war ein kanadisches Bergwerksunternehmen mit Sitz in Toronto. Das Unternehmen betrieb Niederlassungen in 18 Ländern weltweit, welche sich mit Exploration, Förderung, Weiterverarbeitung und Vermarktung von Metallen und mineralischen Produkten beschäftigten. Hauptprodukte von Falconbridge waren Nickel, Kupfer, Kobalt und Platin.
Im Juni 2005 fusionierte das Unternehmen mit Noranda Inc., wobei das Unternehmen unter dem Namen Falconbridge weitergeführt wurde.
Das Hauptabbaugebiet der Erze von Falconbridge lag rund um das Sudbury-Becken. Weitere Produktionsstätten befanden sich in Ontario (Timmins), Quebec (Rouyn-Noranda, Montreal, Nunavik), Neu Braunschweig (Bathurst), wie auch in den USA (Tennessee, Missouri), der Dominikanischen Republik, Südamerika (Chile, Peru) und in Norwegen (Kristiansand).
Im Oktober 2005 verkündete das kanadische Bergbauunternehmen Inco, Falconbridge für 12 Milliarden US-Dollar kaufen zu wollen.
Nach langwierigen Verhandlungen gab das US-amerikanische Unternehmen Phelps Dodge am 26. Juni 2006 bekannt, beide kanadische Unternehmen für 56 Milliarden US-Dollar zu übernehmen. Sieger im Bietstreit aber war Ende 2006 das Unternehmen Xstrata, welches Falconbridge erwerben konnte. Xstrata gliederte Falconbridge unter dem Namen Xstrata Nickel in seinen Konzern ein. Inco hingegen wurde von der brasilianischen Firma Companhia Vale do Rio Doce übernommen und firmiert heute, nach einem mehrfachen Namenswechsel, als Vale Canada.